# Antistea
Antistea là một chi nhện trong họ Hahniidae.